# (5953) Shelton
Pour les articles homonymes, voir Shelton.
(5953) Shelton est un astéroïde de la ceinture principale.

## Description
(5953) Shelton est un astéroïde de la ceinture principale. Il fut découvert le 25 avril 1987 à l'Observatoire Palomar par Carolyn S. Shoemaker et Eugene M. Shoemaker. Il présente une orbite caractérisée par un demi-grand axe de 2,32 UA, une excentricité de 0,17 et une inclinaison de 24,0° par rapport à l'écliptique.

## Compléments